# 섀키구
섀키구(아제르바이잔어: Şəki rayonu)는 아제르바이잔 북부에 위치한 구로 행정 중심지는 섀키이며 면적은 2,432.75km2, 인구는 163,300명이다. 북쪽으로는 러시아 다게스탄 공화국과 접한다. 행정 중심지인 섀키는 법적으로는 섀키 구에 속하지 않으며 독립된 행정 구역으로 존재한다.